# Temporada 1949-50 de los Syracuse Nationals
La Temporada 1949-50 fue la primera de los Syracuse Nationals en la NBA. Procedían de la NBL, donde habían disputado las tres temporadas anteriores. La temporada regular acabó con 51 victorias y 13 derrotas, liderando la División Este y clasificándose para los playoffs, en los que cayeron en las finales ante Minneapolis Lakers.

## Temporada regular
| División Este           | División Este | División Este | División Este | División Este | División Este | División Este | División Este | División Este |
| Equipo                  | G             | P             | %             | PD            | Casa          | Fuera         | Neutral       | Div           |
| ----------------------- | ------------- | ------------- | ------------- | ------------- | ------------- | ------------- | ------------- | ------------- |
| x-Syracuse Nationals    | 51            | 13            | .797          | -             | 31-1          | 15-12         | 5-0           | 9-1           |
| x-New York Knicks       | 40            | 28            | .588          | 13            | 19-10         | 18-16         | 3-2           | 20-6          |
| x-Washington Capitols   | 32            | 36            | .471          | 21            | 21-13         | 10-20         | 1-3           | 13-13         |
| x-Philadelphia Warriors | 26            | 42            | .382          | 25            | 15-15         | 8–23          | 3-4           | 9-17          |
| Baltimore Bullets       | 25            | 43            | .368          | 26            | 16-15         | 8–25          | 1-3           | 8-18          |
| Boston Celtics          | 22            | 46            | .324          | 29            | 12-14         | 5–28          | 5-4           | 11-15         |

## Playoffs

### Semifinales de División
Syracure Nationals - Philadelphia Warriors
| Fecha       | Partido                                         | Ciudad     |
| ----------- | ----------------------------------------------- | ---------- |
| 22 de marzo | Syracuse Nationals 93, Philadelphia Warriors 76 | Siracusa   |
| 23 de marzo | Philadelphia Warriors 53, Syracuse Nationals 59 | Filadelfia |
|             | Syracuse gana las series 2–0                    |            |

### Finales de División
New York Knicks vs. Syracuse Nationals
| Fecha       | Partido                                        | Ciudad     |
| ----------- | ---------------------------------------------- | ---------- |
| 26 de marzo | Syracuse Nationals 91, New York Knicks 83 (OT) | Siracusa   |
| 30 de marzo | New York Knicks 80, Syracuse Nationals 76      | Nueva York |
| 2 de abril  | Syracuse Nationals 91, New York Knicks 80 (OT) | Siracusa   |
|             | Syracuse gana las series 2–1                   |            |

### Finales
Minneapolis Lakers vs. Syracuse Nationals
| Fecha       | Partido                                       | Ciudad      |
| ----------- | --------------------------------------------- | ----------- |
| 8 de abril  | Syracuse Nationals 66, Minneapolis Lakers 68  | Siracusa    |
| 9 de abril  | Syracuse Nationals 91, Minneapolis Lakers 85  | Siracusa    |
| 14 de abril | Minneapolis Lakers 91, Syracuse Nationals 77  | Saint Paul  |
| 16 de abril | Minneapolis Lakers 77, Syracuse Nationals 69  | Saint Paul  |
| 20 de abril | Syracuse Nationals 83, Minneapolis Lakers 76  | Siracusa    |
| 23 de abril | Minneapolis Lakers 110, Syracuse Nationals 95 | Minneapolis |
|             | Minneapolis gana las finales 4–2              |             |

## Estadísticas
| Rk | Jugador           | Edad | P  | PT | MP | TC  | TCI  | %TC  | 3P | 3PI | %3P | TL  | TLI | %TL  | RO | RD | RT | AS  | RB | TAP | BP | FP  | PTS  |
| 1  | Dolph Schayes     | 21   | 64 |    |    | 5.4 | 14.1 | .385 |    |     |     | 5.9 | 7.6 | .774 |    |    |    | 4.0 |    |     |    | 3.5 | 16.8 |
| 2  | Bill Gabor        | 27   | 56 |    |    | 4.0 | 12.0 | .337 |    |     |     | 2.8 | 4.1 | .689 |    |    |    | 1.9 |    |     |    | 3.5 | 10.9 |
| 3  | Al Cervi          | 32   | 56 |    |    | 2.6 | 7.7  | .332 |    |     |     | 5.1 | 6.2 | .829 |    |    |    | 4.7 |    |     |    | 4.0 | 10.2 |
| 4  | George Ratkovicz  | 27   | 62 |    |    | 2.6 | 7.1  | .369 |    |     |     | 3.4 | 5.6 | .606 |    |    |    | 2.0 |    |     |    | 3.2 | 8.6  |
| 5  | Paul Seymour      | 22   | 62 |    |    | 2.8 | 8.5  | .334 |    |     |     | 2.0 | 2.8 | .716 |    |    |    | 3.0 |    |     |    | 2.5 | 7.7  |
| 6  | Alex Hannum       | 26   | 64 |    |    | 2.8 | 7.6  | .363 |    |     |     | 2.0 | 2.9 | .688 |    |    |    | 2.0 |    |     |    | 4.1 | 7.5  |
| 7  | Johnny Macknowski | 27   | 59 |    |    | 2.6 | 7.8  | .333 |    |     |     | 2.2 | 3.0 | .736 |    |    |    | 1.1 |    |     |    | 2.2 | 7.4  |
| 8  | Ed Peterson       | 25   | 62 |    |    | 2.7 | 6.3  | .428 |    |     |     | 1.8 | 3.0 | .600 |    |    |    | 0.5 |    |     |    | 3.2 | 7.2  |
| 9  | Andrew Levane     | 29   | 60 |    |    | 2.3 | 7.0  | .333 |    |     |     | 0.9 | 1.4 | .635 |    |    |    | 2.6 |    |     |    | 1.8 | 5.5  |
| 10 | Ray Corley        | 22   | 60 |    |    | 2.0 | 6.2  | .316 |    |     |     | 1.3 | 2.0 | .615 |    |    |    | 1.8 |    |     |    | 1.4 | 5.2  |
| 11 | Leroy Chollet     | 24   | 49 |    |    | 1.2 | 3.7  | .341 |    |     |     | 0.7 | 1.1 | .625 |    |    |    | 0.8 |    |     |    | 1.1 | 3.2  |

## Galardones y récords
| Jugador       | Galardón                     |
| Dolph Schayes | 2.º Mejor quinteto de la NBA |